# 4446-os busz
A 4446-os jelzésű autóbuszvonal Debrecen környékének egyik regionális járata, melyet a Volánbusz Zrt. lát el a város és Püspökladány között, Hajdúszoboszló érintésével.

## Közlekedése
A járat Hajdú-Bihar vármegye és a Debreceni járás székhelye, Debrecen helyközi autóbusz-állomását köti össze másik két járásközponttal, Hajdúszoboszlóval és Püspökladánnyal, ezen városokon kívül Ebest és Nádudvart érinti. Egyes indításai elközlekednek a püspökladányi fürdőhöz is, de legtöbbször csak az autóbusz-állomásig megy. Egyes indításai a vasútállomásra is betérnek, ezt azért fontos megjegyezni, mert óránként InterCity vonatok is megállnak az állomáson. A járat nem gyorsjárat, napi fordulószáma viszonylag magasnak tekinthető, Hajdúszoboszló és Püspökladány között ez az egyetlen Nádudvaron áthaladó buszjárat.

## Megállóhelyei
| 0  | Debrecen, autóbusz-állomás végállomás       | 33 | 5, 5A 10, 10A, 10Y, 46, 46X, 46Y, 46E 1301, 1343, 1344, 1372, 1373, 1374, 1432, 1440, 1441, 1443, 1444, 1446, 1447, 1449, 1450, 4225, 4304, 4323, 4324, 4400, 4401, 4402, 4403, 4405, 4406, 4407, 4408, 4410, 4412, 4413, 4414, 4416, 4420, 4421, 4422, 4423, 4430, 4431, 4432, 4434, 4438, 4440, 4445, 4450, 4451, 4452, 4453, 4459, 4460, 4461, 4463, 4464, 4466, 4475, 4477, 4502, 4506, 4512, 4521 |
| 1  | Debrecen, Kadosa út                         | 32 | 22, 22Y, 24, 24Y, 41, 41Y, 45 1372, 1443, 1444, 4440, 4445, 4475, 4477 |
| 2  | Hajdúszováti elágazás 4-es út               | 31 | 39, 39X 4440, 4445, 4475, 4477 |
| 3  | Útőrház                                     | 30 | 4445, 4475, 4477 |
| 4  | Nádas Csárda                                | 29 | 4445, 4475, 4477 |
| 5  | Sári major                                  | 28 | 4445, 4475, 4477 |
| 6  | Ebes, Curver                                | 27 | 4445, 4475, 4477 |
| 7  | Ebes, bejárati út                           | 26 | 1343, 1344, 1372, 1443, 1444, 4445, 4475, 4477 |
| 8  | Ebes, községháza                            | 25 | 1372, 4440, 4445 |
| 9  | Ebes, Hunyadi utca                          | 24 | 1372, 4445 |
| 10 | Omegaplast kft.                             | 23 | 4445, 4475, 4477 |
| 11 | Hajdúszoboszló, Debreceni út                | 22 | 4445, 4475, 4477 |
| 12 | Hajdúszoboszló, autóbusz-állomás            | 21 | 1, 1A, 2, 2A, 3 1343, 1344, 1372, 1441, 1443, 1444, 4445, 4473, 4475, 4476, 4477, 4542 |
| 13 | Hajdúszoboszló, Szabadság Szálló            | 20 | 1, 1A, 2A, 3 4446, 4473, 4475, 4476, 4477 |
| 14 | Hajdúszoboszló, Forrás Áruház               | 19 | 1, 1A, 2A, 3 1443, 1444, 4446, 4473, 4475, 4476, 4477, 4542 |
| ∫  | Hajdúszoboszló, Bocskai utca                | 18 | 1, 1A, 2A 4473, 4542 |
| 15 | Hajdúszoboszló, gimnázium                   | 17 | 1, 2A 4473, 4542 |
| 16 | Hajdúszoboszló, Nádudvari utca 1.           | 16 | 1443 |
| 17 | Hajdúszoboszló, Hunyadi utca                | 15 | |
| 18 | Hajdúszoboszló, Köztemető                   | 14 | |
| 19 | Keleti-főcsatorna, 3406                     | 13 | |
| 20 | Hajdúszoboszló, szeszfőzde                  | 12 | |
| 21 | Nádudvar, Fő utca                           | 11 | |
| 22 | Nádudvar, autóbusz-váróterem                | 10 | 1443, 4532 |
| 23 | Nádudvar, orvosi rendelő                    | 9  | |
| 24 | Nádudvar, Mártírok utca                     | 8  | |
| 25 | Püspökladány (Újtelep), Kölcsey Ferenc utca | 7  | |
| 26 | Püspökladány (Újtelep), Mező Imre utca      | 6  | |
| 27 | Püspökladány (Újtelep), Bartók Béla utca    | 5  | |
| 28 | Püspökladány, vasútállomás bejárati út      | 4  | 1443 |
| 29 | Püspökladány, vasútállomás                  | 3  | 4521, 4522, 4538 S51 , személyvonat, sebesvonat, gyorsvonat, expresszvonat, IC, EC |
| 30 | Püspökladány, vasútállomás bejárati út      | 2  | 1443 |
| 31 | Püspökladány, autóbusz-váróterem végállomás | 1  | 1443, 1444, 4521, 4522, 4538 |
| 32 | Püspökladány, Fürdő                         | 0  | 4521, 4522, 4538 |